# 核物質拒否条例
核物質拒否条例（かくぶっしつきょひじょうれい）とは核物質などの持込を拒否する条例。

## 概要
主に原子力発電所から出る使用済み核燃料の中間貯蔵施設の誘致話に拒否する姿勢を示すために制定されることが多い。放射性廃棄物に関連する言及が多いが、中には医療用放射性物質を例外として放射性物質持ち込み自体を拒否している条例も存在する。
1991年に岡山県湯原町「湯原町放射性廃棄物の持ち込み拒否に関する条例」を制定したのが最初とされる（2005年合併に伴い失効）。
2000年10月には都道府県としては北海道が「北海道における特定放射性廃棄物に関する条例」を制定した。
2000年12月に鹿児島県屋久町が初めて放射性物質自体を対象とした「放射性物質等の持込み拒否及び原子力関連施設の立地拒否に関する条例」を制定した（2007年合併に伴い失効）。